# Leucoraja leucosticta
Leucoraja leucosticta és una espècie de peix de la família dels raids i de l'ordre dels raïformes.

## Morfologia
- Els mascles poden assolir 80 cm de longitud total.[4][5]

## Reproducció
És ovípar i les femelles ponen càpsules d'ous, les quals presenten com unes banyes a la closca.

## Hàbitat
És un peix marí i d'aigües profundes (15°N-3°N) que viu entre 70–600 m de fondària.

## Distribució geogràfica
Es troba a l'oceà Atlàntic oriental: des de Mauritània fins al Gabon.

## Observacions
És inofensiu per als humans.